# Arsenolamprita
L'arsenolamprita és un mineral de la classe dels elements natius dimorf de l'arsènic. Va ser descoberta l'any 1823 i rep el seu nom de la seva composició química i del grec λαμπρός lampros, brillant, en al·lusió a la seva lluïssor.

## Característiques
L'arsenolamprita és un element natiu de fórmula química As, sent un dimorf de l'arsènic. Cristal·litza en el sistema ortoròmbic formant normalment agulles de fins a 8 mm i agregats radials, tot i que també se'n pot trobar de manera massiva. La seva duresa a l'escala de Mohs és 2, sent un mineral tou.
Segons la classificació de Nickel-Strunz, l'arsenolamprita pertany a «01.CA: Semimetalls i no-metalls, elements del grup de l'arsènic» juntament amb els següents minerals: antimoni, arsènic, bismut, estibarseni, pararsenolamprita i paradocrasita.

## Formació i jaciments
L'arsenolamprita es troba en roques carbonatades i en filons de calcita. Sol trobar-se associada a altres minerals com: arsènic, bismut, galena, löllingita, orpiment, pirita, realgar, safflorita, plata nativa o sternbergita. Va ser descoberta l'any 1823 a la mina Palmbaum, Gehringswalde, al districte de Marienberg (Muntanyes Metal·líferes, Saxònia, Alemanya).